# Air Burkina
Air Burkina est une compagnie aérienne du Burkina Faso basée à Ouagadougou. C'est la compagnie historique de l'état burkinabè qui est actuellement majoritaire après 15 ans de privatisation de l'entreprise par le groupe Célestair (en).
Actuellement Air Burkina est la plus ancienne compagnie de transport aérien de la sous région ouest africaine. Elle a toujours fonctionné sans discontinuité depuis sa création en 1967.

## Histoire
Créée à l'aube des indépendances, Air Volta de son nom à l'époque fait partie des compagnies aériennes qui partageaient leur trafic international avec la défunte Air Afrique. Vers la fin des années 1990 Air Burkina fut partiellement privatisée. Le fond Agha Khan a racheté 51 % du capital, le solde est détenu par l'État burkinabè.
En août 2013, au vu de la situation financière difficile de la compagnie, le gouvernement burkinabé engage des discussions avec le groupe Agha Khan en vue de sauver la compagnie. Un plan de relance est adopté et se matérialise par l’agrandissement et le rajeunissement de la flotte avec deux Embraer 170 récents et l'augmentation de la couverture et de la desserte des villes de la sous‑région.
Depuis 2016, Air Burkina dispose d'un magazine de bord, "Air Burkina Magazine", publié par la maison d'édition A to Z Brand Solutions.
En mai 2017, les parts de capital détenus par Agha Khan sont reversés à l'État burkinabè pour 1 franc symbolique et les avions restent cependant dans la flotte.
En mai 2024, la compagnie se retrouve dans l'incapacité de payer les salaires pour les mois d'avril et mai 2024.

## Réseau
Son réseau s'étend sur plusieurs destinations :
| Pays          | Villes         | Aéroport                                      | Aéroport | Aéroport | Notes  | Notes   | Notes                                                     |
| Pays          | Villes         | Nom                                           | OACI     | IATA     | Ouvert | Bientôt | Note écrite                                               |
| ------------- | -------------- | --------------------------------------------- | -------- | -------- | ------ | ------- | --------------------------------------------------------- |
| Burkina Faso  | Bobo-Dioulasso | Aéroport de Bobo-Dioulasso                    | DFOO     | BOY      | X      |         |                                                           |
| Burkina Faso  | Ouagadougou    | Aéroport international de Ouagadougou         | DFFD     | OUA      | X      |         |                                                           |
| Côte d'Ivoire | Abidjan        | Aéroport international Félix-Houphouët-Boigny | DIAP     | ABJ      | X      |         |                                                           |
| Ghana         | Accra          | Aéroport international de Kotoka              | DGAA     | ASS      | X      |         |                                                           |
| Mali          | Bamako         | Aéroport international Modibo Keïta           | GABS     | BKO      | X      |         |                                                           |
| Mali          | Kayes          | Aéroport international de Kayes Dag Dag       | GAKY     | KYS      | X      |         | Via Bamako vols suspendus (partage de code Afrikayes Air) |
| Gabon         | Libreville     | Aéroport international Léon-Mba               | FOOL     | LBV      | X      |         | Via Cotonou, Bénin                                        |
| Bénin         | Cotonou        | Aéroport international de Cotonou             | DBBB     | COO      | X      |         |                                                           |
| Sénégal       | Dakar          | Aéroport international Blaise-Diagne          | GOBD     | DSS      | X      |         |                                                           |
| Togo          | Lomé           | Aéroport international de Lomé-Tokoin         | DXXX     | LFW      | X      |         |                                                           |
| Niger         | Niamey         | Aéroport international Diori Hamani           | DRRN     | NIM      | X      |         |                                                           |
| Nigeria       | Abuja          | Aéroport international Nnamdi Azikiwe         | DNMM     | LOS      |        | x       |                                                           |
| Nigeria       | Lagos          | Aéroport international Murtala-Muhammed       | DNAA     | ABV      |        | x       |                                                           |
| TOTAL         | TOTAL          | 11                                            | 11       | 11       | 11     | 2       |                                                           |

## Flotte

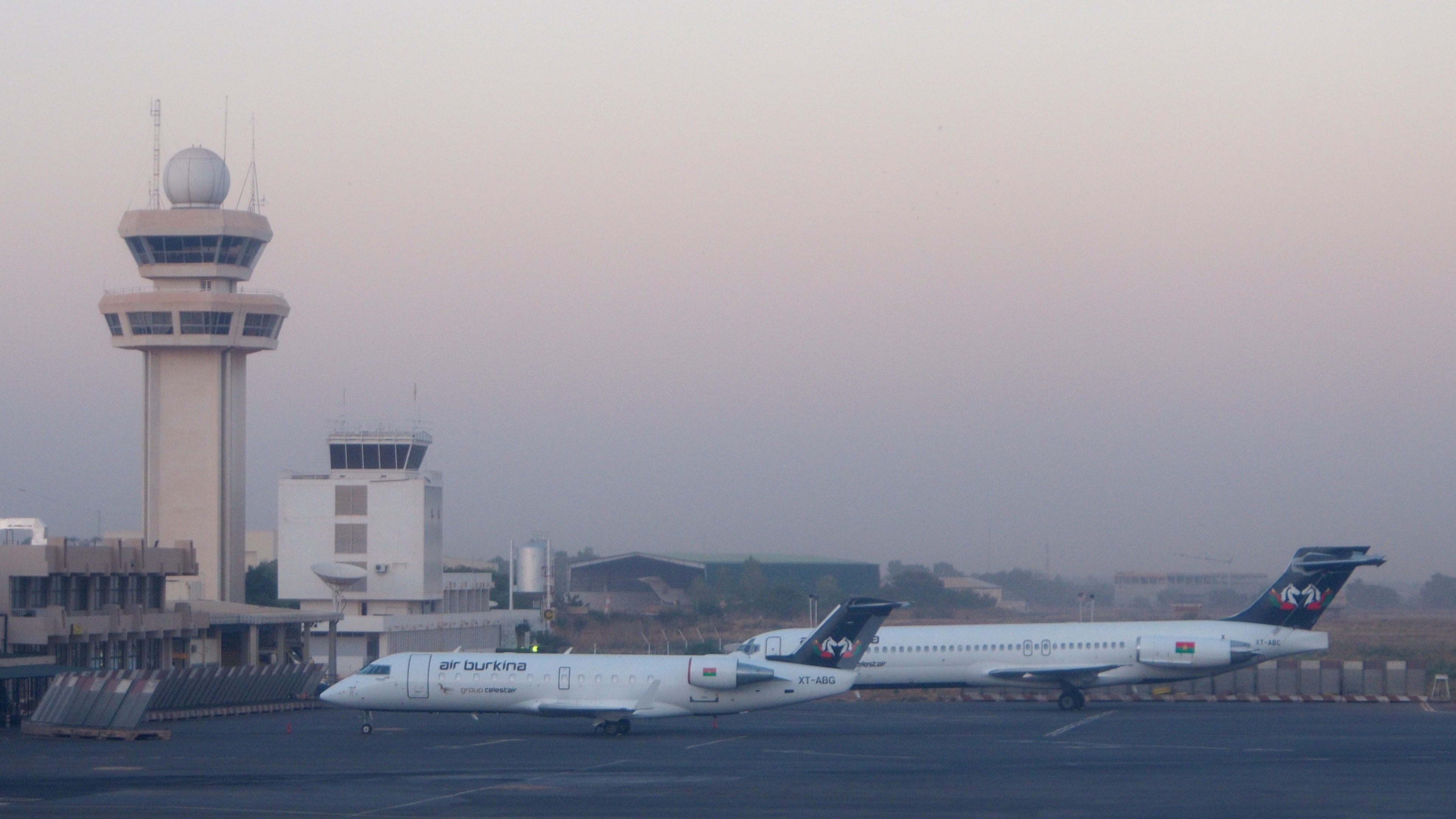
La flotte se compose d'avions de type Embraer 175/190.

La compagnie a pris en crédit-bail trois Embraer (deux E190 et un E170) fin 2018.
La compagnie a précédemment détenu un Airbus A318 partagé avec les compagnies aériennes Air Mali et Air Ivoire un MD-83 et deux MD-87.et un CRJ 200 canadair regional jet de 46
En décembre 2020, la flotte est composée des avions suivants :